# 栗原清
栗原 清（くりはら きよし、1954年6月27日 - ）は、日本の実業家。株式会社大京元顧問。
大京アステージおよび大京穴吹建設代表取締役会長を歴任。

## 来歴
埼玉県出身。1977年3月、駒澤大学経営学部卒業。同年、大京観光株式会社（現大京）入社。1993年、同社東北支店長。1995年、取締役。1999年、常務取締役。2003年、取締役専務執行役員。2005年、代表取締役副社長。2009年、取締役兼執行役副社長。2010年、大京リアルド代表取締役社長。2011年、大京グループ執行役員。2012年、大京アステージ代表取締役副社長。2012年ジャパン・リビング・コミュニティ取締役。同年4月、大京ライフ取締役。2012年10月、大京ライフ代表取締役社長。
2014年6月、大京アステージ代表取締役会長。2015年3月、大京穴吹建設代表取締役会長。2018年6月、大京顧問。マンション管理業協会副理事長を務める